# Pamela Anderson
Pamela Denise Anderson (Ladysmith, Kanada, 1. srpnja 1967.), kanadsko-američka glumica, producentica i model. Popularnost je stekla pojavljivanjem u TV seriji Spasilačka služba, u kojoj je od 1992. do 1997. glumila lik C. J. Parker.

## Životopis
Rodila se 1. srpnja 1967. u 4 sata i 8 minuta i time postala prvo dijete rođeno na stogodišnjicu Kanade (Canadian Centennial). Zahvaljujući tome, roditelji Carol i Barry Anderson dobili su nešto novaca, darova i podosta fotografiranja za novine.
Sljedeća slučajnost s kojom se ponovno pojavila u javnosti bio je kada je kamera snimila lijepu djevojčicu kako sluša knjižničarku u lokalnoj knjižnici dok čita priču. Ta fotografija je postala plakat za promociju knjižnica.
Kao tinejdžerica je svirala saksofon i bavila se sportom, a zbog svoje gipkosti dobila je nadimak "djevojka od gume". Godine 1989. na utakmici američkog nogometa, snimatelj je u stanci tražio zanimljivo lice i otkrivši sitnu plavušu prenio sliku na veliki ekran. Kada ju je publika ugledala, počele su glasne ovacije, a Pamela je na sebi imala majicu s logotipom poznate pivovare Labatt. Nakon toga je dobila ponudu iz pivovare i uskoro se pojavila na promotivnim posterima za jednu njihovu marku piva, a njezin je lik ukrasio mnogobrojne barove u Kanadi. Fotograf koji ju je snimao za tu reklamu, nagovorio ju je da svoje fotografije pošalje Playboyu i uskoro su je pozvali na snimanje.
Svoju prvu naslovnicu dobila je u listopadu 1989. i do sada je bila na najviše naslovnica u povijesti Playboya.

## Filmografija
- The Taking of Beverly Hills (1991.)
- Baywatch: River of No Return (1992.) (TV)
- Snapdragon (1993.)
- Raw Justice (1994.) aka Good Cop, Bad Cop
- Come Die with Me: A Mickey Spillane's Mike Hammer Mystery (1994.) (TV)
- Baywatch: Forbidden Paradise (1995.) (TV)
- Naked Souls (1995.)
- Barb Wire (1996.)
- Baywatch: Hawaiian Wedding (2003.) (TV)
- Scooby-Doo (2002.)
- Mrak film 3 (2003.)
- Stacked (2004. – 2006.)

## TV serije i emisije
- Bračne vode (dvije epizode; 1990. i 1991.)
- Home Improvement (1991. – 1993.)
- Spasilačka služba (1992. – 1997.)
- Dadilja kao Heather Biblow (1997.)
- V.I.P. (1998. – 2002.)
- Stripperella (2003. – 2004.) (glas)
- Stacked (2005-2006.)

## Vanjske poveznice
- Službena stranica  Arhivirana inačica izvorne stranice od 28. veljače 2009. (Wayback Machine)
- Pamela Anderson u internetskoj bazi filmova IMDb-u (engl.)